# Großer Preis von Italien 1934

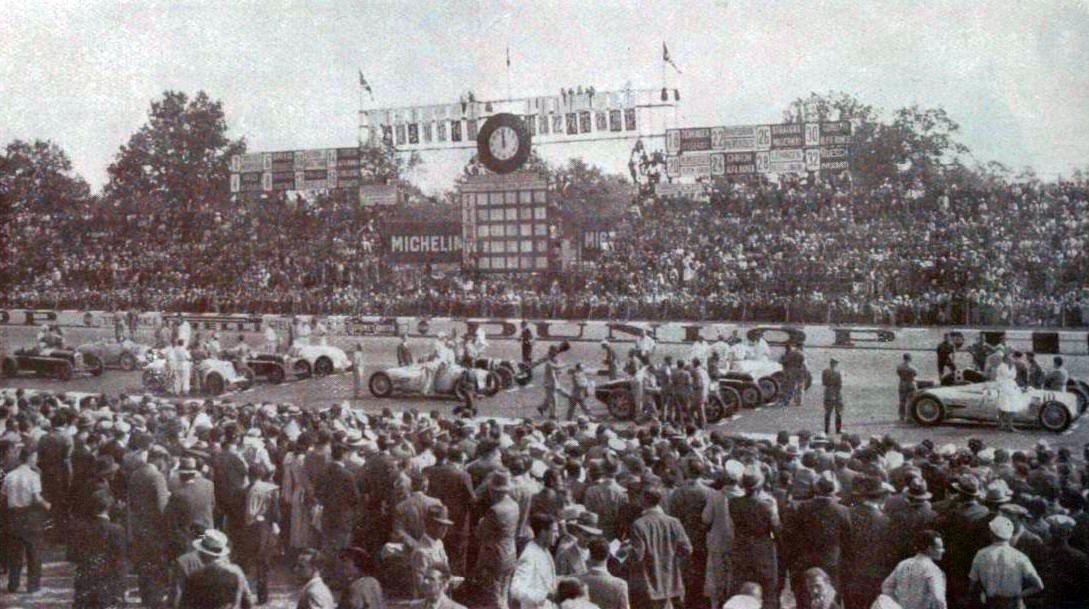
Aufstellung zum Rennstart

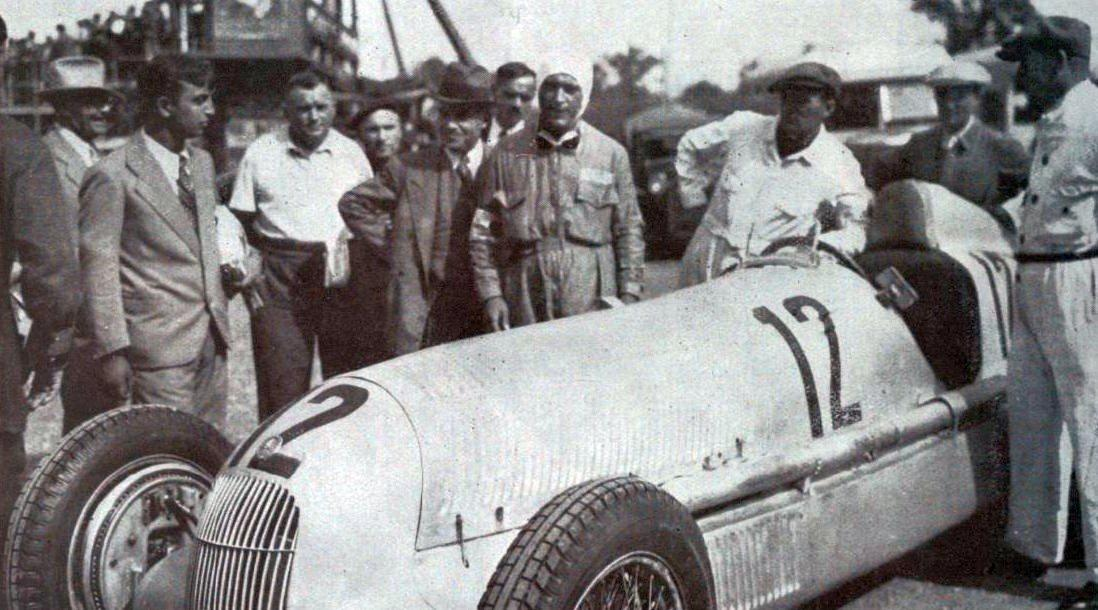
Mercedes-Benz W 25, Siegerwagen von Luigi Fagioli und Rudolf Caracciola

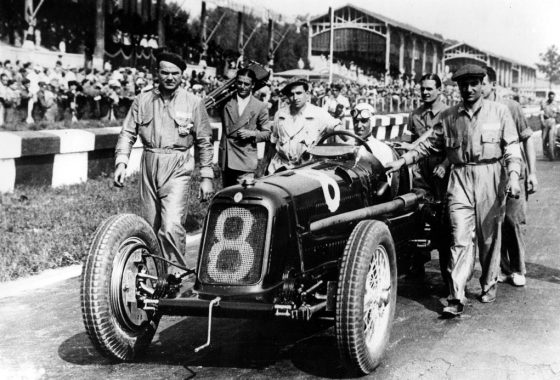
Der Werks-Maserati von Tazio Nuvolari

Der XII. Große Preis von Italien fand am 9. September 1934 auf dem Autodromo di Milano in Monza statt. Das Rennen zählte zur Kategorie der Grandes Épreuves und wurde nach den Bestimmungen der Internationalen Grand-Prix-Formel (Rennwagen bis maximal 750 kg Leergewicht; 85 cm Mindestbreite; Renndistanz mindestens 500 km) über 116 Runden à 4,31 km ausgetragen, was einer Gesamtdistanz von 499,96 km entsprach.
Sieger wurde die Fahrerpaarung Rudolf Caracciola/Luigi Fagioli auf einem Mercedes-Benz W 25. Fagioli hatte nach seinem eigenen frühen Ausfall während des Rennens das Auto seines Teamkollegen übernommen. Es war der erste Erfolg von Mercedes-Benz bei einem offiziellen Grand Prix nach der Rückkehr in den Grand-Prix-Sport.

## Rennen
Nach dem „Schwarzen Tag von Monza“ im Vorjahr, an dem auf den Hochgeschwindigkeitsabschnitten der Monza-Rennstrecke durch Unfälle drei internationale Spitzenfahrer ums Leben gekommen waren, wurde der Streckenverlauf für 1934 massiv entschärft. Übrig blieb eine stark verkürzte Kombination aus im Wesentlichen rechtwinkligen Kurven, zwei Schikanen und einer Spitzkehre auf der langen Geraden, wodurch vor allem die Geschwindigkeit der Wagen stark vermindert werden sollte. Durch die vielen kraftraubenden Fahr- und Lenkmanöver bedeutete dies für die Rennfahrer, speziell unter der am Renntag herrschenden extremen Hitze, erhebliche zusätzliche körperliche Belastungen.
Nach dem bislang eher enttäuschenden Saisonverlauf, in dem Hauptkonkurrent Auto Union zuletzt die größeren Erfolge erzielt hatte, hatte Mercedes-Benz Mitte der Saison eine erste Ausbaustufe des Mercedes-Benz W 25 herausgebracht, in der der Hubraum des Reihenachtzylinders von 3,4 auf 3,7 Liter gesteigert worden war. Bis auf den Maserati 8CM von Tazio Nuvolari mit einem neuen Sechszylinder-Austauschmotor von 3,7 Liter Hubraum statt des alten 3-Liter-Achtzylinders – wodurch sich die Modellbezeichnung in Maserati 6C-34 änderte – waren die Fahrzeuge gegenüber den vorherigen Rennen technisch im Wesentlichen unverändert geblieben.
Für den italienischen Grand Prix wurde die Startaufstellung, wie noch allgemein üblich, durch Los ermittelt. Zunächst wurde eine Reihenfolge für die fünf vertretenen Hersteller ermittelt: Mercedes-Benz, Alfa Romeo (vertreten durch die Scuderia Ferrari), Bugatti, Maserati und die Auto Union. Jeder Rennstall bekam somit je einen Startplatz unter den ersten fünf, zehn und fünfzehn Teilnehmern zugewiesen, auf die die Teams ihre Fahrer anschließend nach eigenen Vorstellungen verteilen durften. Blieb eine Position unbesetzt, rückte der entsprechende Fahrer des jeweils nächsten Teams auf. Auf diese Weise wurde gewährleistet, dass für die jeweils schnellsten Fahrer der verschiedenen Mannschaften in etwa Chancengleichheit bestand. In den vordersten beiden Reihen versammelten sich dementsprechend Rudolf Caracciola (Mercedes-Benz W 25), Achille Varzi (Alfa Romeo Tipo B), Tazio Nuvolari (Maserati 6C-34) und Hans Stuck (Auto Union Typ A). Die dritte Startposition in der ersten Reihe blieb leer, weil Bugatti den einzigen vom Werk gemeldeten Bugatti Type 59 für Antonio Brivio wegen eines Defekts am Kompressor vom Rennen zurückziehen musste.
Nach dem Start lag zunächst Luigi Fagioli auf Mercedes-Benz kurz in Führung, wurde aber durch einen Fahrfehler von Stuck, Varzi, Nuvolari und auch seinem eigenen Teamkollegen Caracciola überholt. Erneut erwiesen sich die Auto-Union-Rennwagen als die Schnellsten im Feld, sodass Stuck im weiteren Verlauf seine Führung stetig ausbaute, während sich der zweite Mann im Team, Hermann zu Leiningen, Platz für Platz im Feld nach vorn arbeitete. Auch Caracciola mit seinem Mercedes machte Boden gut und lag nach der fünften Runde auf dem zweiten Platz, nun vor Varzi (Alfa Romeo) und Nuvolari (Maserati), während zu Leiningen in der Zwischenzeit auf Rang fünf angelangt war. Bis zur achten Runde trug ihn der Vormarsch auf Rang drei und ab der 19. Runde besetzten die neuartigen Heckmotor- bzw. Mittelmotorrennwagen der Auto Union sogar die Plätze eins, drei und vier, weil der dritte Fahrer im Team, August Momberger, mittlerweile ebenfalls an den beiden Italienern vorbeigekommen war.
Bei Mercedes dagegen nahmen die Sorgen wieder zu. Schon zu Beginn des Rennens war Ernst Jakob Henne, als Ersatzfahrer für Manfred von Brauchitsch, bei dem als Spätfolge seines Unfalls vom Großen Preis von Deutschland ein Schädelbruch festgestellt worden war, durch Unfall ausgeschieden und in der 13. Runde musste auch Fagioli sein Auto abstellen. Wie es gerüchteweise hieß, soll er sich verschaltet und dabei den Motor überdreht haben. Somit ruhten alle Mercedes-Hoffnungen nun allein auf Caracciola, der sich inmitten der drei Auto-Union-Rennwagen weiter auf Rang zwei behaupten konnte, obwohl er unter starken Schmerzen litt – eine Folge seiner Verletzungen vom Unfall im Vorjahr in Monaco.
Mit vier deutschen Wagen an der Spitze blieb den italienischen Teams vor heimischer Kulisse zunächst nichts anderes übrig, als das Publikum mit dem Kampf um Platz fünf zu „unterhalten“. Mit dem neuen Motor war Nuvolaris Maserati den Alfa Romeos offensichtlich wieder einigermaßen ebenbürtig und er lieferte sich mit Varzi seit Anbeginn des Rennens ein verbissenes Duell mit mehrfachen Positionswechseln, das erst durch den planmäßigen Boxenstopp Nuvolaris in der 39. Runde beendet wurde.
In der Zwischenzeit hatte sich aber auch an der Spitze die Lage verändert. Es begann damit, dass Momberger in vierter Position liegend mit versengten Füßen an die Box kommen musste. Um Gewicht zu sparen, wurde bei den Auto-Union-Rennwagen die Kühlflüssigkeit nicht durch separate Leitungen, sondern direkt durch die Rahmenrohre des Chassis nach hinten zum Motor geleitet, was unter der extremen Hitze des Renntags dazu führte, dass sich die gesamte Konstruktion im Cockpitbereich zu sehr aufgeheizt hatte. An Mombergers Stelle übernahm Auto-Union-Rennleiter Wilhelm Sebastian das Steuer, der als Ersatzfahrer für das Team gemeldet worden war. Außerdem musste Professor Porsche selbst die Koordination des Rennens von der Box aus übernehmen. Wenig später gab es einen weiteren Rückschlag, als der bis dahin Drittplatzierte zu Leiningen mit leerem Tank auf der Strecke ausrollte, weil der Benzinverbrauch seines Rennwagens zu niedrig berechnet worden war.
Die größte Sorge bereitete dem Team aber, dass auch Stuck seine Rundenzeiten nicht mehr halten konnte. Neben nachlassender Bremsen litt auch er zunehmend unter zunehmender körperlicher Erschöpfung, weil sich bei ihm im Cockpit ebenfalls die Überhitzungsprobleme einstellten. Da jedoch auch Caracciola infolge seiner Leiden das Tempo nicht mehr aufrechterhalten konnte, konnte Stuck seinen Vorsprung auf den Zweitplatzierten sogar noch etwas ausbauen. Schließlich rollten beide Wagen etwa zur Halbzeit des Rennens nacheinander zu ihren planmäßigen Stopps an die Box. Während Stuck trotz seiner Schmerzen das Rennen danach wieder aufnehmen musste, weil zu Leiningen sich noch zu Fuß irgendwo draußen auf der Strecke befand und kein anderer Reservefahrer mehr zur Verfügung stand, übergab Caracciola sein Auto an den mittlerweile wieder ausgeruhten Fagioli. Außerdem brachte die Boxenmannschaft von Mercedes dank Druckbetankung und unter Verzicht auf den Reifenwechsel das Auto vor dem Auto Union zurück ins Rennen.
Fagioli hatte damit alle Vorteile auf seiner Seite und konnte im weiteren Verlauf seine Führung langsam, aber stetig ausbauen. Dennoch fiel die endgültige Entscheidung erst, als Stuck in der 74. Runde noch einmal hereinkam, um das Steuer doch noch an zu Leiningen zu übergeben, der inzwischen an den Boxen eingetroffen war. Den Regeln entsprechend musste der Motor beim Halt an den Boxen abgestellt werden und es gab anschließend Schwierigkeiten, ihn wieder in Gang zu setzen. So konnten in der Zwischenzeit auch Varzi und Carlo Felice Trossi mit ihren beiden Alfa Romeo am stehenden Auto Union vorbeifahren. Aber auch die beiden Italiener waren den Strapazen des Rennens auf Dauer nicht mehr gewachsen und mussten ihrerseits an ihre Reservefahrer übergeben. In der Zwischenzeit war Stuck medizinisch versorgt worden, sodass er in der 95. Runde seinen Rennwagen wieder selbst übernehmen konnte und das Rennen mit einer Runde Rückstand auf Fagioli auf dem zweiten Platz beendete. Von zehn Wagen im Ziel hatten nur vier Teilnehmer dieses extrem anstrengende Rennen ohne Ablösung am Steuer bis zum Ende durchgehalten.

## Ergebnisse

### Meldeliste
| Team                       | Nr.              | Fahrer                  | Info  | Chassis              | Motor                                     | Reifen |
| -------------------------- | ---------------- | ----------------------- | ----- | -------------------- | ----------------------------------------- | ------ |
| Daimler-Benz AG            | 02               | Rudolf Caracciola a     |       | Mercedes-Benz W 25   | Mercedes-Benz M 25 A/B 3.7L I8 Kompressor | C      |
| Daimler-Benz AG            | 12               | Luigi Fagioli           |       | Mercedes-Benz W 25   | Mercedes-Benz M 25 A/B 3.7L I8 Kompressor | C      |
| Daimler-Benz AG            | 22               | Manfred von Brauchitsch | DNA b | Mercedes-Benz W 25   | Mercedes-Benz M 25 A/B 3.7L I8 Kompressor | C      |
| Daimler-Benz AG            | 22               | Ernst Jakob Henne       |       | Mercedes-Benz W 25   | Mercedes-Benz M 25 A/B 3.7L I8 Kompressor | C      |
| Daimler-Benz AG            |                  | Hanns Geier             | RES c | Mercedes-Benz W 25   | Mercedes-Benz M 25 A/B 3.7L I8 Kompressor | C      |
| Scuderia Ferrari           | 04               | Achille Varzi d         |       | Alfa Romeo Tipo B/P3 | Alfa Romeo 2.9L I8 Kompressor             | E      |
| Scuderia Ferrari           | 14               | Carlo Felice Trossi e   |       | Alfa Romeo Tipo B/P3 | Alfa Romeo 2.9L I8 Kompressor             | E      |
| Scuderia Ferrari           | 24               | Louis Chiron            |       | Alfa Romeo Tipo B/P3 | Alfa Romeo 2.9L I8 Kompressor             | E      |
| Scuderia Ferrari           | 30               | Gianfranco Comotti f    |       | Alfa Romeo Tipo B/P3 | Alfa Romeo 2.9L I8 Kompressor             | E      |
| Scuderia Ferrari           |                  | Attilio Marinoni        | RES   |                      |                                           | E      |
| Scuderia Ferrari           |                  | Mario Tadini            | RES   |                      |                                           | E      |
| Automobiles Ettore Bugatti | 06               | Antonio Brivio          | DNS g | Bugatti T59          | Bugatti 3.3L I8 Kompressor                | M      |
| Tazio Nuvolari             | 08               | Tazio Nuvolari          |       | Maserati 6C-34       | Maserati 3.7L I6 Kompressor               | P      |
| Auto Union AG              | 10               | Hans Stuck h            |       | Auto Union A         | Auto Union 4.4L V16 Kompressor            | C      |
| Auto Union AG              | 20               | August Momberger i      |       | Auto Union A         | Auto Union 4.4L V16 Kompressor            | C      |
| Auto Union AG              | 28               | Hermann zu Leiningen    |       | Auto Union A         | Auto Union 4.4L V16 Kompressor            | C      |
| Auto Union AG              |                  | Wilhelm Sebastian       | RES   |                      |                                           | C      |
| Earl Howe                  | 16               | Earl Howe               |       | Bugatti T51          | Bugatti 2.3L I8 Kompressor                | D      |
| Officine Alfieri Maserati  | 18               | Goffredo Zehender       |       | Maserati 8C-3000     | Maserati 3.0L I8 Kompressor               | P      |
| Whitney Straight           | 26               | Whitney Straight        |       | Maserati 8CM         | Maserati 3.0L I8 Kompressor               |        |
| Hans Ruesch                | 32               | Hans Ruesch j           |       | Maserati 8CM         | Maserati 3.0L I8 Kompressor               |        |
| Hans Ruesch                | Guglielmo Sandri |                         |       | Maserati 8CM         | Maserati 3.0L I8 Kompressor               |        |

### Startaufstellung
Die Startpositionen wurden nicht anhand der Trainingszeiten vergeben, sondern den Teams zugelost, die sie anschließend mit den Fahrern ihrer Wahl besetzen konnten.
| Caracciola |              | Varzi  |           | (Brivio) a |
|            |              |        |           |            |
|            | Nuvolari     |        | Stuck     |            |
|            |              |        |           |            |
| Fagioli    |              | Trossi |           | Howe       |
|            |              |        |           |            |
|            | Zehender     |        | Momberger |            |
|            |              |        |           |            |
| Henne      |              | Chiron |           | Straight   |
|            |              |        |           |            |
|            | zu Leiningen |        | Comotti   |            |
|            |              |        |           |            |
|            |              | Rüesch |           |            |

### Rennergebnis
| Pos. | Fahrer                                 | Konstrukteur  | Runden | Stopps | Zeit        | Start | Schnellste Runde | Ausfallgrund                    |
| ---- | -------------------------------------- | ------------- | ------ | ------ | ----------- | ----- | ---------------- | ------------------------------- |
| 01   | Rudolf Caracciola Luigi Fagioli        | Mercedes-Benz | 116    |        | 4:45:47,000 | 1     |                  |                                 |
| 02   | Hans Stuck Hermann zu Leiningen        | Auto Union    | 115    |        | + 1 Runde   | 5     | 2:13,6001        |                                 |
| 03   | Carlo Felice Trossi Gianfranco Comotti | Alfa Romeo    | 114    |        | + 2 Runden  | 7     |                  |                                 |
| 04   | Louis Chiron                           | Alfa Romeo    | 113    |        | + 3 Runden  | 12    |                  |                                 |
| 05   | Tazio Nuvolari                         | Maserati      | 113    |        | + 3 Runden  | 4     |                  |                                 |
| 06   | Gianfranco Comotti Attilio Marinoni    | Alfa Romeo    | 113    |        | + 3 Runden  | 15    |                  |                                 |
| 07   | August Momberger Wilhelm Sebastian     | Auto Union    | 112    |        | + 4 Runden  | 10    |                  |                                 |
| 08   | Whitney Straight                       | Maserati      | 112    |        | + 4 Runden  | 13    |                  |                                 |
| —    | Hans Ruesch Guglielmo Sandri           | Maserati      | 105    |        | DSQ         | 16    |                  | Fremde Hilfe                    |
| 09   | Earl Howe                              | Bugatti       | 104    |        | + 12 Runden | 8     |                  |                                 |
| —    | Achille Varzi Mario Tadini             | Alfa Romeo    | 97     |        | DNF         | 2     |                  | Getriebeschaden                 |
| —    | Hermann zu Leiningen                   | Auto Union    | 54     |        | DNF         | 14    |                  | kein Treibstoff mehr            |
| —    | Goffredo Zehender                      | Maserati      | 45     |        | DNF         | 9     |                  | Bremsdefekt                     |
| —    | Luigi Fagioli                          | Mercedes-Benz | 12     |        | DNF         | 6     |                  | Kompressorschaden               |
| —    | Ernst Jakob Henne                      | Mercedes-Benz | 1      |        | DNF         | 11    |                  | Kühlerschaden                   |
| —    | Antonio Brivio                         | Bugatti       |        |        | DNS         | 3     |                  | Kompressorschaden vor Rennstart |

1 Hans Stuck